# Нюландер, Вильям (лихенолог)
Вильям Нюландер (фин. William Nylander, 3 января 1822, Оулу — 29 марта 1899, Париж) — финский учёный, врач и естествоиспытатель, профессор ботаники Хельсинкского университета, исследователь лишайников и грибов, первооткрыватель химического метода исследования этих организмов.

## Биография
Вильям Нюландер родился в Оулу, его отец, Андерс Нюландер (Anders Nylander), был купцом, однако со стороны матери, Маргареты Магдалены Фахландер (Margareta Magdalena Fahlander) предки в большинстве своём занимались интеллектуальной деятельностью. В студенческие годы Нюландер серьёзно интересовался как естественными науками (известно о его путешествиях по Финляндии с целью сбора насекомых), так и гуманитарными предметами. Немного позже он стал активно заниматься медициной и быстро достиг в этой области успехов; уже в 25 лет Нюландер стал доктором медицины и хирургии. Медицинская карьера, однако, не привлекала Нюландера, он снова вернулся к энтомологическим исследованиям (в первую очередь к исследованию перепончатокрылых, в том числе муравьёв и пчёл). В начале 1850-х годов в его интересах произошли очередные перемены и ботаника стала вытеснять зоологию; вскоре он сосредоточился на исследовании лишайников.
Очень важное значение имели его публикации о флоре (включая тайнобрачные растения) двух регионов — Хельсинки и Карелии. Эти работы рассматриваются как отправная точка во флористических исследованиях Финляндии и как образцы для подражания в более поздних исследованиях.
Большую часть времени в период с 1850 по 1858 год Нюландер жил в Париже. В это время он создал новую классификацию лишайников, занимался исследованием лишайников Франции и Алжира. В 1856 году Линнеевское общество Бордо наградило Нюландера медалью и денежной премией за исследования муравьёв и лишайников.
Нюландер стал в Хельсинкском университете первым профессором ботаники как самостоятельной науки. Он, однако, занимал это должность недолго, с 1856 по 1863 год (при этом около половины срока он занимал должность формально, находясь за пределами Финляндии), а затем от неё отказался, объяснив своё решение состоянием здоровья и равнодушным отношением университета к научным исследованиям в области микологии и лихенологии.
После этого он жил в Париже, продолжая заниматься исследованиями. К концу жизни он считался самым известным в мире экспертом по лишайникам. Поскольку финансирования он практически не получал, то жил очень скромно, на грани бедности. Лишь с 1878 года, после того, как он завещал Хельсинкскому университету свою библиотеку и обширнейшую коллекцию образцов лишайников, Нюландер стал получать из Финляндии небольшую пенсию. Однако до конца своей жизни Нюландер Финляндию уже не посетил.
Наблюдая за своей парижской коллекцией лишайников, Нюландер обратил внимание, что пребывания в условии загрязнённого воздуха города отрицательно сказывается на их развитии, а потому лишайники могут использоваться в качестве индикаторов загрязнённости воздуха.
Несмотря на уважение, которым пользовался Нюландер во всём мире, его личные качества — такие, как неспособность воспринимать критику и переход на личные оскорбления в спорах, — привели к тому, что к концу жизни он оказался практически в полной изоляции от общества. Он умер 29 марта 1899 года в возрасте 77 лет в одиночестве за своим рабочим столом. Известие о его смерти дошло до Хельсинки уже после того, как в Париже состоялись его скромные похороны.

### Химическое тестирование грибов
Нюландер — первооткрыватель химического метода исследования лишайников и грибов; впервые он применил его в 1866 году, занимаясь систематикой лишайников. Нюландер обнаружил, что различные биологические виды, когда на них воздействуют химическими веществами, реагируют различно. Среди использовавшихся им реактивов были растворы щелочей, гипохлоритов, иода, солей железа.

## Научное наследие
Лихенологические коллекции Нюландера являются одними из наиболее ценных составляющих Финского музея естествознания Хельсинкского университета, они состоят примерно из 50 тысяч образцов и до сих пор активно используются в научной работе.

### Работы
Общее число публикаций Нюландера составляет более трёхсот (более 4000 страниц). Им было описано около 3000 таксонов лишайников.
Некоторые работы:
- Nylander, W. 1846: Adnotationes in monographiam formicarum borealium Europae. Acta Societatis Scientiarum Fennicae, 2: 875—944.
- Nylander, W. 1846: Additamentum adnotationum in monographiam formicarum borealium Europae. Acta Societatis Scientiarum Fennicae, 2: 1041—1062.
- Nylander, W. 1848: Adnotationes in expositionem monographicam apum borealium. Notiser ur Saellskapets pro Fauna et Flora Fennica Foerhandlingar, 1: 165—282.
- Nylander, W. 1849: Additamentum alterum adnotationum in monographiam formicarum borealium. Acta Societatis Scientiarum Fennicae, 3: 25-48.
- Nylander, W. 1856: A l’occasion de la communication faite par M. le docteur Sichel. Annales de la Société Entomologique de France, Bulletins Trimestriels, (3)4: xxviii.
- Nylander, W. 1856: Synopsis des formicides de France et d’Algérie. Annales des Sciences Naturelles (Zoologie), (4)5: 51-109.
- Nylander, W. 1857: M. L. Fairmaire communique la note suivante de M. Nylander. Annales de la Société Entomologique de France, Bulletins Trimestriels, (3)4: lxxviii-lxxix.

## Названы в честь Нюландера

### Таксоны
Ниже приведены некоторые таксоны, названные в честь Нюландера:
Роды
- Nylandera Har. — Trentepohlia Mart.
- Nylanderaria Kuntze — Letharia (Th.Fr.) Zahlbr.
- Nylanderiella Hue — Dufourea Ach.
- Nylanderopsis Gyeln. — Heppia Nägeli

Виды и разновидности
- Biatora nylanderi
- Cladonia nylanderi
- Lecania nylanderiana
- Lecanora nylanderi
- Lecanora swartzii var. nylanderi
- Lecidea nylanderi
- Lepraria nylanderiana
- Medusula nylanderi
- Ocellularia nylanderiana
- Peltigera nylanderi
- Sagedia nylanderi
- Siphula nylanderiella
- Stictina nylanderi
- Strigula nylanderi
- Umbilicaria nylanderiana
- Usnea nylanderiana
- Verrucaria nylanderi

### Другое
В Хельсинки в честь Нюландера назван городской сад — Nylanderin puisto.